# Pardosa burasantiensis
Pardosa burasantiensis is een spinnensoort in de taxonomische indeling van de wolfspinnen (Lycosidae).
Het dier behoort tot het geslacht Pardosa. De wetenschappelijke naam van de soort werd voor het eerst geldig gepubliceerd in 1976 door Benoy Krishna Tikader & A. Malhotra.